# Detroit Hettche
Detroit Hettche byl profesionální americký klub ledního hokeje, který sídlil v Detroitu ve státě Michigan. V letech 1945–1952 působil v profesionální soutěži International Hockey League. Klub byl jedním ze čtyř zakládajících členů IHL. Založen byl v roce 1945 pod názvem Windsor Spitfires, se sídlem ve Windsoru v provincii Ontario. Svůj poslední název nesl od roku 1949, kdy se tým přestěhoval do Detroitu. Hettche ve své poslední sezóně v IHL skončil v základní části. Své domácí zápasy odehrával v hale Detroit Olympia s kapacitou 15 000 diváků.
Jednalo se o dvojnásobného vítěze Turner Cupu (sezóny 1946/47 a 1948/49).

## Historické názvy
Zdroj: 
- 1945 – Windsor Spitfires
- 1947 – Windsor Hettche Spitfires
- 1949 – Detroit Hettche

## Úspěchy
- Vítěz Turner Cupu ( 2× )
  - 1946/47, 1948/49

## Přehled ligové účasti
Zdroj: 
- 1945–1948: International Hockey League
- 1948–1949: International Hockey League (Severní divize)
- 1949–1952: International Hockey League